# Équipe des Bermudes de football
Cet article traite de l'équipe masculine. Pour l'équipe féminine, voir Équipe des Bermudes féminine de football.
Maillots
L'équipe des Bermudes de football est une sélection des meilleurs joueurs bermudiens sous l'égide de la Fédération des Bermudes de football.

## Histoire

### Les débuts en Amérique du Nord
Le meilleur résultat de la sélection des Bermudes reste la médaille d'argent obtenue aux Jeux panaméricains de Winnipeg, à la suite de sa défaite face au Mexique (4-0 a.p.), le 3 août 1967.
Géographiquement situées en Amérique du Nord, les Bermudes ont disputé les qualifications pour la Coupe du monde 1970 en compagnie des États-Unis et du Canada (le Mexique étant qualifié d'office comme pays hôte du Mondial). De même, entre 1967 et 1987, les Gombey Warriors ont participé aux différents tours préliminaires de qualification pour le tournoi olympique de football dans la zone nord-américaine.

### Participation aux tours préliminaires de la Coupe caribéenne des nations
Après son adhésion à l'UFC, l'équipe des Bermudes participa à partir des années 1990 à la Coupe caribéenne des nations, sans grand succès, puisqu'elle n'a jamais atteint la phase finale. Par deux fois, elle se hissa jusqu'au 2d tour préliminaire en 1999 et 2007.
Lors de la Coupe caribéenne des nations 2012, les Gombey Warriors sont éliminés au stade du 1er tour préliminaire et restent près de trois ans sans disputer de rencontres officielles. L'année 2015 débute sur les chapeaux de roues pour les Bermudiens qui enchaînent entre mars et juin six matchs sans défaite. Ils tiennent en échec notamment le Guatemala à l'extérieur (0-0), à l'occasion des qualifications pour la Coupe du monde 2018, avant de s'incliner à domicile par la plus petite des marges.
Les progrès entrevus portent leurs fruits à l'occasion des éliminatoires de la Coupe caribéenne des nations 2017, où l'équipe bermudienne franchit le 1er tour avec à la clef un succès de prestige acquis sur la Guyane (2-1). Elle s'incline néanmoins lors du tour suivant après deux défaites, face à la République dominicaine (0-1) et la Guyane qui prend sa revanche en s'imposant nettement à Cayenne (3-0).

## Résultats

### Parcours en Coupe du monde
| Année | Position      |      | Année         | Position |                        | Année | Position |
| 1930  | Non inscrite  | 1974 | Non inscrite  | 2010     | Non qualifiée          |       |          |
| 1934  | Non inscrite  | 1978 | Non inscrite  | 2014     | Non qualifiée          |       |          |
| 1938  | Non inscrite  | 1982 | Non inscrite  | 2018     | Non qualifiée          |       |          |
| 1950  | Non inscrite  | 1986 | Non inscrite  | 2022     | Non qualifiée          |       |          |
| 1954  | Non inscrite  | 1990 | Non inscrite  | 2026     | Éliminatoires en cours |       |          |
| 1958  | Non inscrite  | 1994 | Non qualifiée | 2030     | À venir                |       |          |
| 1962  | Non inscrite  | 1998 | Forfait       | 2034     | À venir                |       |          |
| 1966  | Non inscrite  | 2002 | Non qualifiée |          |                        |       |          |
| 1970  | Non qualifiée | 2006 | Non qualifiée |          |                        |       |          |

### Parcours en Gold Cup
| Année | Position      |      | Année         | Position |               | Année | Position |
| 1963  | Non inscrite  | 1991 | Non inscrite  | 2011     | Non inscrite  |       |          |
| 1965  | Non inscrite  | 1993 | Non inscrite  | 2013     | Non qualifiée |       |          |
| 1967  | Non inscrite  | 1996 | Non inscrite  | 2015     | Non inscrite  |       |          |
| 1969  | Non qualifiée | 1998 | Non qualifiée | 2017     | Non qualifiée |       |          |
| 1971  | Non qualifiée | 2000 | Non qualifiée | 2019     | 1er tour      |       |          |
| 1973  | Non inscrite  | 2002 | Forfait       | 2021     | Non qualifiée |       |          |
| 1977  | Non inscrite  | 2003 | Non inscrite  | 2023     | Non qualifiée |       |          |
| 1981  | Non inscrite  | 2005 | Non qualifiée | 2025     | Non qualifiée |       |          |
| 1985  | Non inscrite  | 2007 | Non qualifiée |          |               |       |          |
| 1989  | Non inscrite  | 2009 | Non qualifiée |          |               |       |          |

### Parcours en Ligue des nations
| Édition   | Ligue | Phase de groupes | Phase de groupes | Phase de groupes | Phase de groupes | Phase de groupes | Phase de groupes | Phase de groupes | Phase finale | Phase finale | Phase finale | Phase finale | Phase finale | Phase finale | Phase finale | Phase finale |
| Édition   | Ligue | Class.           | M                | V                | N                | D                | BM               | BE               | Pays hôte    | Résultat     | M            | V            | N            | D            | BM           | BE           |
| --------- | ----- | ---------------- | ---------------- | ---------------- | ---------------- | ---------------- | ---------------- | ---------------- | ------------ | ------------ | ------------ | ------------ | ------------ | ------------ | ------------ | ------------ |
| 2019-2020 | A     | 3/3              | 4                | 1                | 0                | 3                | 5                | 11               | 2020         | Non qualifié | Non qualifié | Non qualifié | Non qualifié | Non qualifié | Non qualifié | Non qualifié |
| 2022-2023 | B     | 3/4              | 6                | 1                | 1                | 4                | 7                | 10               | 2023         | Inéligible   | Inéligible   | Inéligible   | Inéligible   | Inéligible   | Inéligible   | Inéligible   |
| 2023-2024 | B     | 3/4              | 6                | 2                | 2                | 2                | 8                | 9                | 2024         | Inéligible   | Inéligible   | Inéligible   | Inéligible   | Inéligible   | Inéligible   | Inéligible   |
| 2024-2025 | B     | 2/4              | 6                | 4                | 0                | 2                | 15               | 13               | 2025         | Inéligible   | Inéligible   | Inéligible   | Inéligible   | Inéligible   | Inéligible   | Inéligible   |
| 2026-2027 | B     | /4               | 0                | 0                | 0                | 0                | 0                | 0                | 2027         | Inéligible   | Inéligible   | Inéligible   | Inéligible   | Inéligible   | Inéligible   | Inéligible   |
| Total     | Total | Total            | 22               | 8                | 6                | 11               | 35               | 43               | Total        | Total        | 0            | 0            | 0            | 0            | 0            | 0            |

### Parcours en Coupe caribéenne des nations
- 1978 : Non inscrit
- 1979 : Non inscrit
- 1981 : Non inscrit
- 1983 : Non inscrit
- 1985 : Non inscrit
- 1988 : Non inscrit
- 1989 : Non inscrit
- 1990 : Tour préliminaire
- 1991 : Non inscrit
- 1992 : Non inscrit
- 1993 : Non inscrit
- 1994 : Non inscrit
- 1995 : Non inscrit
- 1996 : Non inscrit
- 1997 : Tour préliminaire
- 1998 : Tour préliminaire
- 1999 : 2e tour préliminaire
- 2001 : Non inscrit
- 2005 : 1er tour préliminaire
- 2007 : 2e tour préliminaire
- 2008 : 1er tour préliminaire
- 2010 : Non inscrit
- 2012 : 1er tour préliminaire
- 2014 : Non inscrit
- 2017 : 2e tour préliminaire

### Palmarès
- Jeux panaméricains :
  - Finaliste en 1967.
- Jeux d'Amérique centrale et des Caraïbes :
  - Troisième en 1974 et 1978.
- Jeux des Îles (1) :
  - Vainqueur en 2013.

### Statistiques

#### Classement FIFA
| Année              | 1993 | 1994 | 1995 | 1996 | 1997 | 1998 | 1999 | 2000 | 2001 | 2002 | 2003 | 2004 | 2005 | 2006 | 2007 | 2008 | 2009 | 2010 | 2011 | 2012 | 2013 | 2014 | 2015 | 2016 | 2017 | 2018 |
| ------------------ | ---- | ---- | ---- | ---- | ---- | ---- | ---- | ---- | ---- | ---- | ---- | ---- | ---- | ---- | ---- | ---- | ---- | ---- | ---- | ---- | ---- | ---- | ---- | ---- | ---- | ---- |
| Classement mondial | 84   | 102  | 140  | 167  | 176  | 185  | 163  | 153  | 166  | 172  | 183  | 157  | 161  | 107  | 147  | 124  | 142  | 175  | 107  | 157  | 175  | 179  | 159  | 187  | 183  | 176  |

## Principaux joueurs (tous les temps)
- Clyde Best
- Reggie Lambe
- Kyle Lightbourne
- Shaun Goater
- Damon Ming
- John B. Nusum

## Sélectionneurs

### Encadrement technique actuel
Depuis septembre 2017.
 Source: Bernews.com
- Sélectionneur sélection A : Kyle Lightbourne
- Sélectionneur adjoint : Ray Jones
- Entraîneur des gardiens : John Moreira
- Intendant : Duane Dickinson
- Masseur-kinésithérapeute : Daniel Morgan

### Liste de sélectionneurs
| - Rudi Gutendorf (1968) - Bernd Fischer (1971-??) - Roderick Burchall (1987-??) - Gary Darrell (1989-1992) - Burkhard Ziese (1994–1997) - Clyde Best (1997–1999) - Robert Calderón (1999-2000) - Mark Trott (2001) - Kenny Thompson (2003–2004) | - Kyle Lightbourne (2004-2006) - Kenny Thompson (2007) - Keith Tucker (2008) - Kenny Thompson (2008) - Devarr Boyles (2011) - Andrew Bascome (2012-2016) - Kyle Lightbourne (intérim) (janv. - juin 2017) - Andrew Bascome (juin - août 2017) - Kyle Lightbourne (sep. 2017-août 2023) - Michael Findlay (depuis août 2023) |